# جون جاكسون (لاعب كرة قاعدة أمريكي)
جون جاكسون (بالإنجليزية: John Jackson)‏ هو لاعب كرة قاعدة أمريكي، ولد في 15 يوليو 1909 في فيلادلفيا في الولايات المتحدة، وتوفي في 22 أكتوبر 1956 في سومرز بوينت في الولايات المتحدة.

## وصلات خارجية
- جون جاكسون على موقعبيزبول رفرنس.كوم (الدوري الرئيسي) (الإنجليزية)